# Deir ez-Zor (gouvernement)
Deir ez-Zor (Arabisch: دير الزور) is een gouvernement in Syrië met een bevolking van 1.094.000.

## Districten
- Abu Kamal
- Mayadin
- Deir ez-Zor

Al-Hasakah · Aleppo · Damascus · Deir ez-Zor · Dera · Hama · Homs · Idlib · Latakia · Quneitra · Raqqa · Rif Dimashq · As-Suwayda · Tartous